# Duvekesjön
Duvekesjön är en sjö i Svalövs kommun i Skåne och ingår i Vege ås huvudavrinningsområde. Sjön har en area på 0,0548 kvadratkilometer och ligger 73,1 meter över havet.

## Delavrinningsområde
Duvekesjön ingår i det delavrinningsområde (620897-133466) som SMHI kallar för Ovan Snattabäcken. Medelhöjden är 106 meter över havet och ytan är 46,6 kvadratkilometer. Det finns inga avrinningsområden uppströms utan avrinningsområdet är högsta punkten. Avrinningsområdets utflöde Vege å mynnar i havet. Avrinningsområdet består mestadels av skog (27 procent), öppen mark (13 procent) och jordbruk (53 procent). Avrinningsområdet har 0,06 kvadratkilometer vattenytor vilket ger det en sjöprocent på 0,1 procent. Bebyggelsen i området täcker en yta av 0,87 kvadratkilometer eller 2 procent av avrinningsområdet.